# Point Blank (Texas)
Point Blank is een plaats (city) in de Amerikaanse staat Texas, en valt bestuurlijk gezien onder San Jacinto County.

## Demografie
Bij de volkstelling in 2000 werd het aantal inwoners vastgesteld op 559.
In 2006 is het aantal inwoners door het United States Census Bureau geschat op 622, een stijging van 63 (11.3%).

## Geografie
Volgens het United States Census Bureau beslaat de plaats een oppervlakte van
5,7 km², waarvan 4,9 km² land en 0,8 km² water.

## Plaatsen in de nabije omgeving
De onderstaande figuur toont nabijgelegen plaatsen in een straal van 24 km rond Point Blank.